# NGC 1686
NGC 1686 је спирална галаксија у сазвежђу Еридан која се налази на NGC листи објеката дубоког неба.
Деклинација објекта је - 15° 20' 47" а ректасцензија 4h 52m 54,7s. Привидна величина (магнитуда) објекта NGC 1686 износи 13,7 а фотографска магнитуда 14,5. NGC 1686 је још познат и под ознакама MCG -3-13-19, PGC 16239.